# 王琦 (清代学者)
王琦（1696年—1774年），字琢崖，钱塘人，清朝乾隆时期学者。曾注《李太白文集》三十六卷、《李长吉歌诗汇解》五卷，并帮助赵殿成注释《王右丞集》中的佛教典故。